# Malick Gakou
Malick Gakou, né le 17 août 1961 à Dakar, est un politicien sénégalais ancien ministre du Sport en 2012 puis Ministre du Commerce, de l'Industrie et du Secteur informel avant de démissionner en 2013.
Il est engagé au Parti socialiste aux côtés de Ousmane Tanor Dieng, Moustapha Niasse, Djibo Leyti Ka, Assane Diagne, Mata Sy Diallo, Babacar Sine, Abdourahim Agne. Il servit toute sa jeunesse à l’école du parti socialiste.

## Biographie

### Origines et études
Malick Gakou est orphelin de mère, morte en couche. Il est élevé par sa grand mère dans la tradition léboue à Thiaroye-sur-Mer. Après l’école primaire, il obtint son BFEM avant de rejoindre le Lycée Seydina Limamou Laye où il obtient le Baccalauréat Série F2 (Électro-Technique). Après le Bac, il a accès à quatre bourses étrangères : Italie, Chine, Bulgarie et Pologne. Il choisit la Pologne pour poursuivre ses études. En 1984-1985, il entre à l’école des langues de Lodz.
Il obtint un diplôme de langue polonaise avec mention et il est orienté à l'École centrale de planification et des statistiques de Varsovie (SGPIS), première école des hautes études économiques en Pologne (1906), devenue Warsaw School of Economics (SGH) en 1991. Il obtient un Master en commerce extérieur, et en décembre 1992 un doctorat en sciences économiques suivi d’une spécialisation en politique de développement.
En Pologne, il mène parallèlement aux études, une participation à la vie associative au sein des Associations des Étudiants Sénégalais et Africains, en plus de sa participation auprès de l’Association Internationale des Étudiants en Sciences Économiques et Commerciales (AIESEC).
Il est le premier Président de l’Association africaine des Anciens Étudiants en Pologne.

## Carrière politique
À son retour au Sénégal, il est au chômage durant deux années avant d’être recruté par Famara Ibrahima Sagna, alors Président du Conseil Économique et Social (CES). Il y occupe, tour à tour, les fonctions de consultant, de conseiller technique, d’expert-conseiller technique et de conseiller spécial,.
En 1999, à la demande du Président Moustapha Niasse, il intègre l'Alliance des forces de progrès (AFP). Et en 2000, il est nommé Directeur de Cabinet au Ministère des Transports et des Infrastructures avec comme Ministre Madieyna Diouf.
À la suite des élections locales de 2009, il devient le Président du Conseil Régional de Dakar après avoir remporté les élections à Guédiawaye et dans les départements de la région.
Il est nommé Ministre des Sports en 2012, puis Ministre du Commerce, de l’Industrie et du Secteur informel, poste dont il démissionne à la suite de divergences avec le gouvernement en février 2013. Depuis, il occupe un poste d’administrateur de plusieurs sociétés qui exercent dans le secteur privé national et international.
À la suite de divergences avec la Direction de l'AFP sur l'orientation du Parti, il en est exclu et crée le 17 août 2015 le Grand Parti (GP),.
En 2018, il fait campagne sur un Projet Alternatif Suxali Sénégal (PASS) et envisage de se présenter à l'élection présidentielle de 2019.
Il est élu à l’unanimité du Conseil Municipal, maire honoraire de la ville de Guédiawaye, le 31 mars 2022.
Malick Gakou est président du parti politique dénommé « Grand Parti » et est candidat à la présidentielle de 2024 au Sénégal.